# Période d'établissement de l'Empire ottoman
La période d'établissement de l' Empire ottoman (vers 1302-1453) est la période entre la fondation de l'Empire ottoman jusqu'à la conquête de Constantinople (29 mai 1453), durant l'Époque des beylicats.

## La période avant la principauté

Carte des beylicats d’Anatolie vers 1330

À la suite des attaques mongoles, Süleyman Şah, le fils de Kaya Alp, de la lignée de Kayı, est venu chez des parents d' Erzincan et d' Ahlat en 1224 avec 50 000 personnes d' Horasan et s'est installé ici. Sept ans plus tard, il voulut retourner à Horasan en passant par Alep ; cependant, Suleiman Shah est décédé devant le château de Caber et en tombant de son cheval. Cet incident a conduit à la désintégration des familles à sa disposition. Certaines familles sont restées en Syrie, tandis que certaines familles ont déménagé en Anatolie.
Süleyman Şah avait quatre fils : Sungur Tekin, Gündoğdu, Dündar et Ertuğrul. Les deux premiers sont retournés à Horasan, les deux autres sont allés à Erzurum avec environ 400 familles et se sont installés dans la plaine de Sürmeli Çukur. Et une partie s'est installée dans la plaine de Pasin.
Dündar et Ertuğrul sont tombés sur la guerre des deux armées alors qu'ils se déplaçaient vers l'ouest avec les familles sous leurs commandements. Face à cette situation, ils décidèrent d'aider le camp le moins puissant des deux armées. Cette décision a eu un impact sur leur vie future parce que, avec leur aide, l'armée seldjoukide anatolienne impuissante au départ, a gagné la guerre contre une armée mongole. Avec cette aide, Ertuğrul a rencontré le sultan Seljuk sultan III. Alaeddin a Keykubat et l'a reconnu comme un protecteur. Le sultan lui a fait cadeau des montagnes de Domaniç, des montagnes arméniennes, et de la plaine près de Söğüt.
Lorsque la famille d'Ertuğrul est arrivée là-bas, les Grecs vivaient à Karacahisar, au nord de Kütahya. Quand Ertuğrul a été dérangé par la présence des Grecs, il a demandé la permission à Alaaddin pour leur faire la guerre, qu'il remporta. Le sultan a reçu la nouvelle de la victoire à Eskişehir et a changé le nom d'Eskişehir en " Sultanönü " et l'a donné à Ertuğrul Gazi.
Ertuğrul Gazi avait trois fils : Osman, Gündüzalp et Savci. Le plus petit d'entre eux, Osman (né en 1258) était présent dans les victoires  byzantines et est devenu célèbre en tant que guerrier.

## Création et expansion de la Principauté

### Osman Gazi

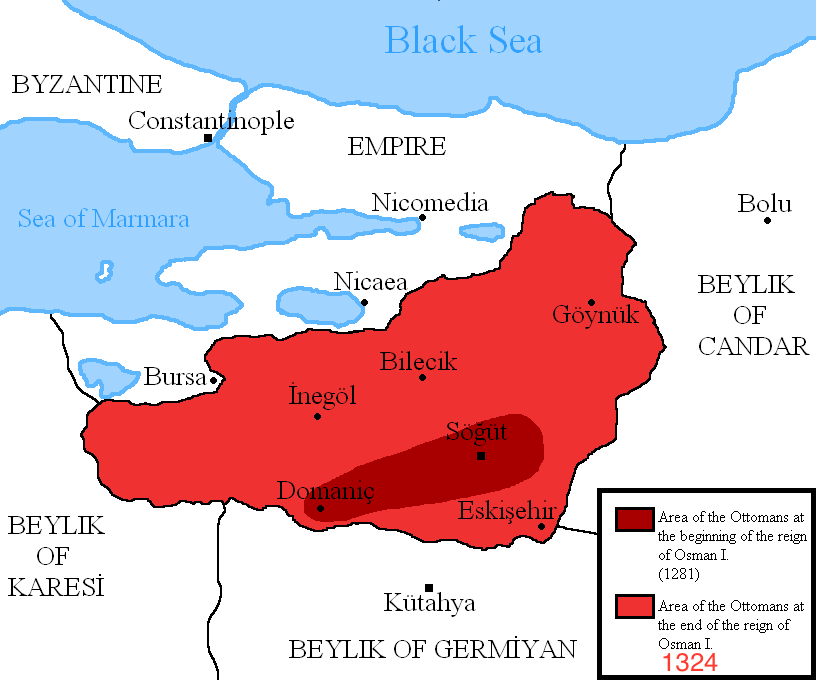
L'état de la principauté lors du décès d'Osman Gazi (1326).

Osman Gazi, qui a repris la tribu en 1281 à la mort de son père, a saisi Kulaca Hisar, qui appartenait aux Byzantins en 1284. Il a poursuivi ses conquêtes dans les années suivantes ; Il a conquis Karacahisar en 1288 et Bilecik en 1298. En 1299, III. Alaeddin Keykubad ayant dû fuir, l' État seldjoukide anatolien s'est retrouvé sans administrateur. Il a donc déclaré son indépendance la même année. (Cette date a été décrite comme la mise en place de la principauté par de nombreux historiens, mais Meral, a mis en avant le fait que la création de l'organisation des guerres Koyunhis en 1302 s'est faite en même temps). En 1301 il conquit Akdeniz et en 1302 a lieu le premier affrontement armé connu avec l'Empire byzantin, la bataille de Koyunhisar, qu'il remporte. Mudanya fut conquis en 1321 ; Il est décédé lors du siège de Bursa en 1326. La ville a été conquise après sa mort. Il a été remplacé par son fils Orhan Bey.
Osman Gazi a reçu le soutien d' Ahiler, une organisation opérant en Anatolie, et a épousé la fille de Sheikh Edebali, le chef de l'organisation. Il a également évité de se battre avec d'autres principautés turques et a élargi ses frontières en direction du territoire byzantin.

## Transition de la Principauté à l'État et l'institutionnalisation

### Orhan Gazi
Orhan Gazi a épousé Holofira, la fille du tekfour Yarhisar, avant de diriger la Principauté. En 1326, il prend la tête avec la mort de son beau père, ainsi conquiert Bursa. La même année il fait de Bursa la capitale. Dans les années suivantes, il assiégea Iznik, mais la contre-attaque de l'empereur Byzantin Andronikos, entraina l'arrêt du siège. Les deux parties se sont rencontrées à la bataille de Maltepe en 1329 ; Les Ottomans furent vainqueurs et ainsi la conquête de la péninsule de Kocaeli a été achevée et Byzance a été déconnectée des terres anatoliennes. Iznik  a été conquis en 1331 et Izmit en 1337. En 1345, la Principauté de Karesioğulları rejoint les terres ottomanes. Avec l'acquisition de la principauté, la première étape a été franchie pour assurer une union politique turque anatolienne. De plus, grâce à la position de la principauté, le passage à Rumelia a été facilité. Orhan Gazi a épousé la fille d' Ioannis Kantakuzenos en 1346, ce qui lui a permis l'accès au trône byzantin en 1347. Il a également apporté son aide à des soldats byzantins dans leurs guerres avec les États des Balkans. En échange de l'aide, il a reçu le château de Çimpe dans la péninsule de Gallipoli en 1353. Ainsi, les Ottomans ont gagné leur première terre à Rumelia.
Orhan Gazi a transformé la principauté en État et a donné de l'importance aux études organisationnelles. Pendant son règne, il a ouvert la première madrasa ottomane à Iznik; il a créé l'armée de Yaya et müsellem. Il rassembla le premier Divan (organisation s'occupant des questions importantes) et forma le vizir. Il a affecté le premier juge et officier. À sa mort en 1362, Murad I  lui succéda.

### Murad
Hüdevandigâ Murad, également connu sous le nom de Murad, dans les années 1350 avant sa succession au trône, avec son frère Salomon, a assisté à quelques regroupements à Rumelia. Pendant son règne, il a pris soin de faire avancer ses frontières dans les pays des Balkans, en plus, il avait les terres de certaines des principautés turques voisines en Anatolie de diverses manières. Il a conquis Edirne en 1363 après la bataille de Sazlıdere avec Byzance. Immédiatement après, il a pris le contrôle de Plovdiv et de Komotini et a coupé la connexion existante de Byzance avec les États serbes et bulgares. Agacé par les conquêtes, le pape Urbain a créé une unité des Croisés. La bataille de Serbe, tenue en 1364 entre l'armée ottomane et l'unité des Croisés, aboutit à une victoire ottomane définitive. À la suite de la victoire, le fleuve Meriç était complètement dominé et ce qui facilita le déplacement dans les Balkans.
Les efforts de l'unité des Croisés pour arrêter l'avancée ottomane dans les Balkans se sont poursuivis avec la bataille des marins. Les Ottomans qui se sont battus avec les Serbes qui voulaient venger le combat serbe de 1371, et ont encore une fois triomphé. Ainsi, un environnement a été préparé pour la conquête de la Macédoine. Le roi bulgare, les princes serbes et les Ottomans byzantins ont reconnu leur suprématie. Les années suivantes, son fils Bayezid a épousé la fille de Süleyman Şah de Germiyanoğulları. Ainsi, il a pris Kütahya, Simav, Tavsanli et Emet sous sa domination. Il a acheté Akşehir, Yalvaç, Beyşehir, Seydişehir et Isparta à Hamitoğulları. Ainsi, il est devenu un voisin de Karamanoğulları. Si ces activités se sont poursuivies en Anatolie, l'expansion en direction des Balkans s'est poursuivie. En 1386 dans la [A] Bataille de Ploshnik avec les Serbes les troupes ottomanes échouent. Les États des Balkans ont alors créé une nouvelle armée de Croisés. Les deux armées se sont rencontrées lors de la première bataille du Kosovo en 1389. La guerre s'est terminée avec la victoire ottomane, mais Murad I a été martyrisé et tué par le Serbe Miloš Obilić.
Pendant le règne de Murad Hüdevandigâr, l'idée « l'État est la propriété commune du souverain et de sa famille » compris sous « L'État est la propriété commune du souverain et de ses fils » visait à réduire les combats du trône. Il a accordé de l'importance à l'institutionnalisation ; Il a déménagé la capitale à Edirne et a fondé la carrière de Janissary. Pour la première fois, il a divisé le pays en États et a créé la province de Rumeli.

### Bayezid

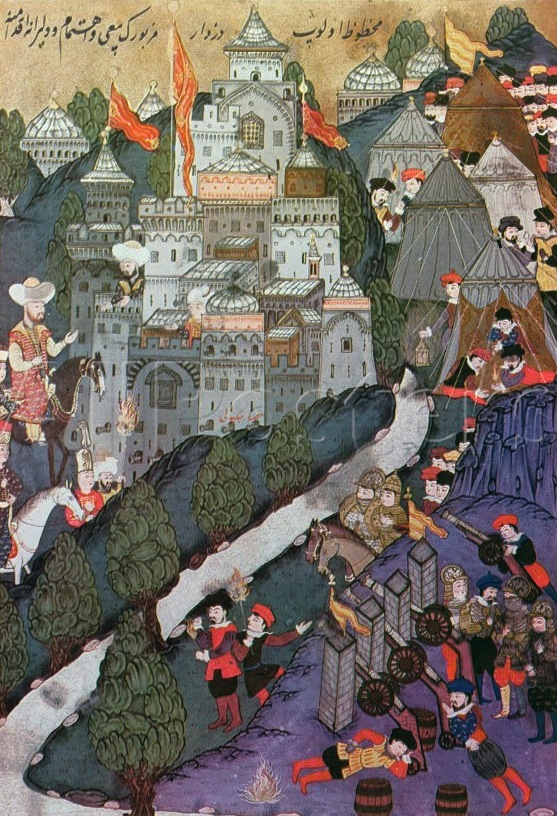
Bataille de Niğbolu, 1396.

La lutte entre les Ottomans et les principautés turkmènes anatoliennes, en particulier Karamanoğulları, a entraîné la disparition de toutes les principautés et l'ajout de leurs principautés aux terres ottomanes pendant la période de Yıldırım Bayezid (1360-1403). Au cours de cette période, les Ottomans ont réussi à capturer Sivas, Kayseri, Malatya et Elbistan, qui étaient considérés comme la propriété de Kadi Burhanettin, autres que les terres des principautés turkmènes, de sorte que la frontière ottomane s'est étendue à l'Euphrate à l'est.

#### Guerre d'Ankara et période Fetret
Cependant, cette situation a amené les Ottomans contre Timur, dont les terres leur ont été enlevées. Les soldats et les dirigeants des principautés turkmènes d'Anatolie, qui étaient sous la domination ottomane, étaient encore largement fidèles à leurs anciens seigneurs. Ils sont passés aux côtés de leurs anciens seigneurs, Timur, lors de la guerre d'Ankara (1402). Cela a conduit à la fois à la défaite des Ottomans dans la guerre d'Ankara et à la dissolution de l'union politique anatolienne qui a été établie au XIVe siècle. Les Ottomans n'ont rétabli l'unité politique de l'Anatolie que dans la seconde moitié du XVe siècle. Ils ont pu s'établir pendant la période Mehmed.
La lourde défaite des Ottomans dans la guerre d'Ankara a non seulement provoqué la désintégration de l'unité politique en Anatolie, mais a également provoqué la désintégration au sein de l'État ottoman. Les fils de Yıldırım Bayezid, Süleyman Çelebi, İsa Çelebi, Musa Çelebi, Mehmed Çelebi, se sont battus pour avoir le trône ottoman. Cette période de combats du trône, appelée l' ère Fetret et qui dura jusqu'en 1413, se termina par la destitution des frères de Mehmed Çelebi (1413 - 1421) et la restauration de l'unité de l'Empire ottoman. L'une des caractéristiques les plus importantes qui attirent l'attention après la guerre d'Ankara est que les nations des Balkans n'ont pas tenté de se débarrasser de la domination ottomane, malgré le rétablissement des anciennes principautés turkmènes d'Anatolie et de l'État ottoman déchirés entre les fils de Bayezid. Cela est largement dû au fait que l'organisation ottomane, en particulier l'organisation territoriale, était meilleure que l'organisation féodale des Balkans et que le peuple des Balkans était largement satisfait de cette organisation.
La lourde défaite de la guerre d'Ankara a retardé le développement ottoman pendant un demi-siècle. Cependant, l'Empire ottoman a pu surmonter ce choc, qui était si grand et si important qu'il pouvait effacer entièrement un État du stade de l'histoire ; Avec un demi-siècle de retard, il est entré dans la voie du redéveloppement et de la croissance.

### Mourad II
En 1451, au décès de Murad (1421 - 1444, 1446 - 1451), son fils Fatih Sultan Mehmed (1444 - 1446, 1451 - 1481) était le sultan pour la deuxième fois. L'Empire ottoman était un État qui avait surmonté toutes les secousses de la guerre d'Ankara et achevé sa période d'établissement. Mehmed II s'est senti suffisamment fort pour réaliser son ambition de prendre Constantinople, où ses ancêtres avaient échoué plusieurs fois. Avec cette conquête, l'État ottoman allait maintenant devenir un empire.